# Kanton Bourgs sur Colagne
Der Kanton Bourgs sur Colagne (früher Chirac) ist seit 2015 ein französischer Wahlkreis im Arrondissement Mende im Département Lozère in der Region Okzitanien; sein Hauptort ist Bourgs sur Colagne.

## Gemeinden
Der Kanton besteht aus zwölf Gemeinden mit insgesamt 6906 Einwohnern (Stand: 1. Januar 2022) auf einer Gesamtfläche von 239,34 km²:
| Gemeinde                  | Einwohner 1. Januar 2022 | Fläche km² | Dichte Einw./km² | Code INSEE | Postleitzahl |
| ------------------------- | ------------------------ | ---------- | ---------------- | ---------- | ------------ |
| Balsièges                 | 587                      | 32,88      | 18               | 48016      | 48000        |
| Barjac                    | 791                      | 29,92      | 26               | 48018      | 48000        |
| Bourgs sur Colagne        | 2.077                    | 53,09      | 39               | 48099      | 48100        |
| Cultures                  | 197                      | 3,96       | 50               | 48055      | 48230        |
| Esclanèdes                | 428                      | 12,51      | 34               | 48056      | 48230        |
| Gabrias                   | 159                      | 20,65      | 8                | 48068      | 48100        |
| Grèzes                    | 209                      | 16,21      | 13               | 48072      | 48100        |
| Les Salelles              | 166                      | 10,62      | 16               | 48185      | 48230        |
| Montrodat                 | 1.168                    | 20,65      | 57               | 48103      | 48100        |
| Palhers                   | 192                      | 8,59       | 22               | 48107      | 48100        |
| Saint-Bonnet-de-Chirac    | 72                       | 7,68       | 9                | 48138      | 48100        |
| Saint-Germain-du-Teil     | 860                      | 22,58      | 38               | 48156      | 48340        |
| Kanton Bourgs sur Colagne | 6.906                    | 239,34     | 29               | 4803       | –            |

## Veränderungen im Gemeindebestand seit der landesweiten Neuordnung der Kantone
2016: Fusion Chirac und Le Monastier-Pin-Moriès → Bourgs sur Colagne